# Têtes plates (architecture)

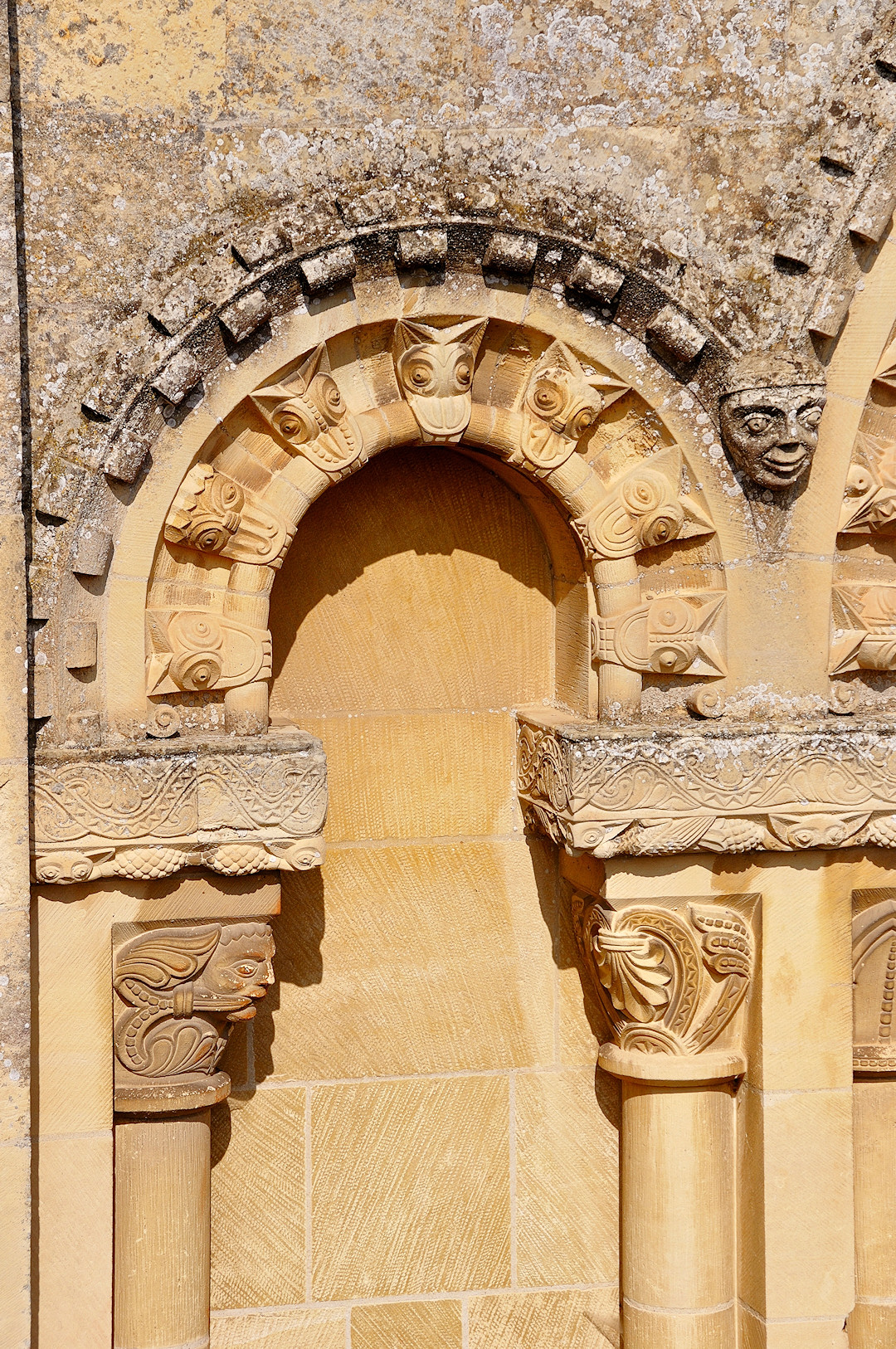
Créatures fantastiques sur une arcature de l'église Saint-Ouen de Rots.

Le motif de têtes plates est un type de décor roman qui orne les baies des églises du XIIe siècle en France, en Angleterre et en Irlande, et du début du XIIIe siècle en Espagne. Il est constitué d'une série de têtes d'oiseaux, d'êtres humains ou d'animaux fantastiques. Ces sculptures décorent l'embrasure des portes, l'arc triomphal, plus rarement les fenêtres, des églises romanes. Ce motif est répandu dans les Îles Britanniques sous le nom de beak-heads.

## Description
La tête plate est un motif répétitif, au relief plus ou moins prononcé, sculpté dans la voussure d'une baie. Elle se présente sous une forme de masque stylisé, plus ou moins triangulaire, souvent grotesque. Les têtes humaines portent des cornes, parfois une couronne. Elles peuvent être affublées d'une grosse moustache ou d'une grande barbe ou tirer la langue. Chaque figure occupe l'espace trapézoïdal d'un seul voussoir sans en déborder. La succession de renflements sur le bord inférieur de chaque voussoir forme un tore qui longe le bord interne du rouleau.
Les têtes d'oiseaux mordent le tore de leur gros bec. Les têtes de chien, de loup, de chevaux ou de monstres montrent parfois les dents. Les têtes humaines couvrent le tore de leur barbe ou de leur langue. Le même motif se répète parfois à l'identique comme à Saint-Germain de Littry ou Cuvergnon. Mais les inspirations sont souvent très diverses sur un même rouleau, pouvant alterner des motifs végétaux, des palmettes ou autres.

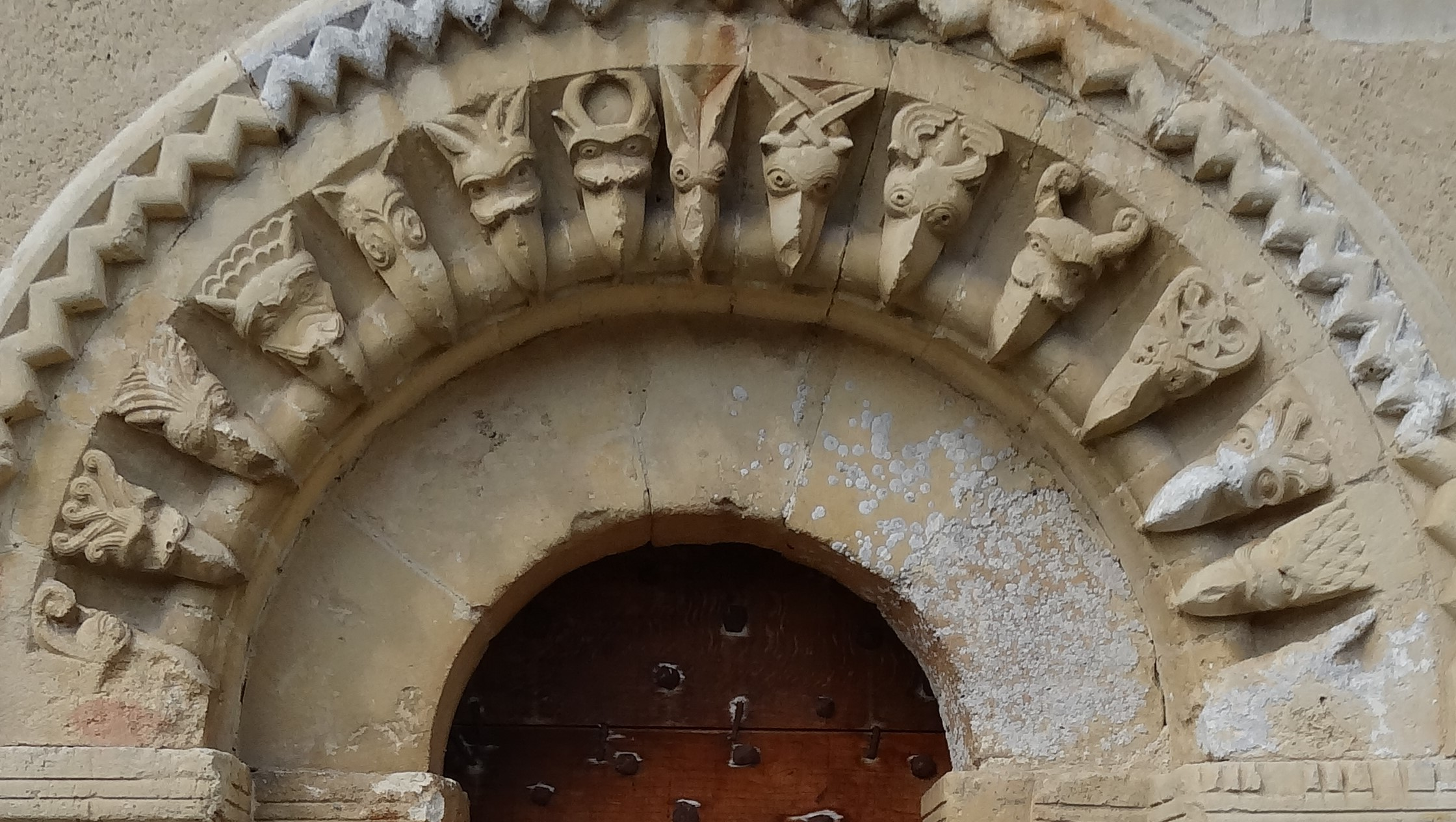
Masques triangulaires à Auvillars (14)
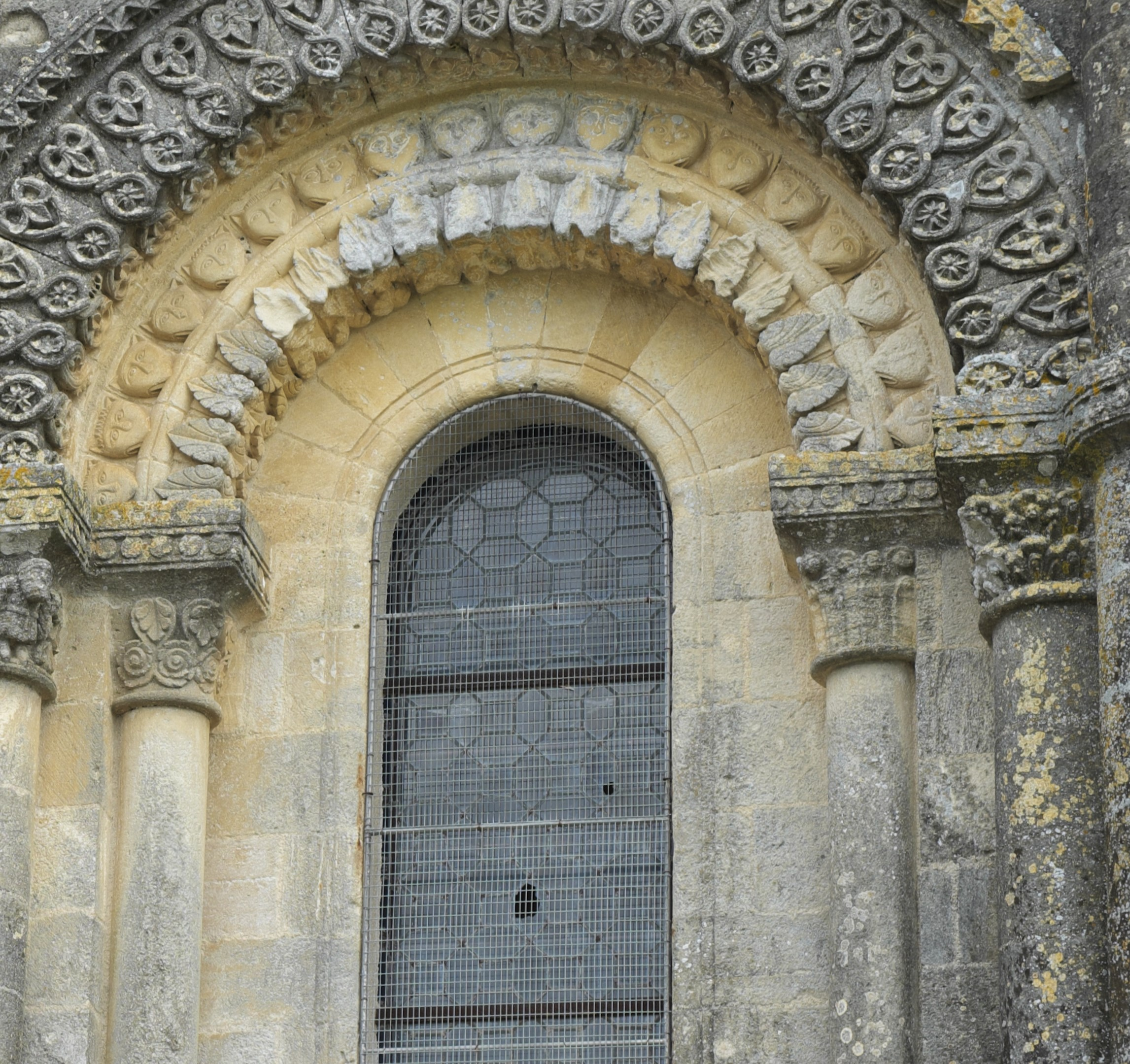
têtes de chats identiques sur une fenêtre à Matha (17)
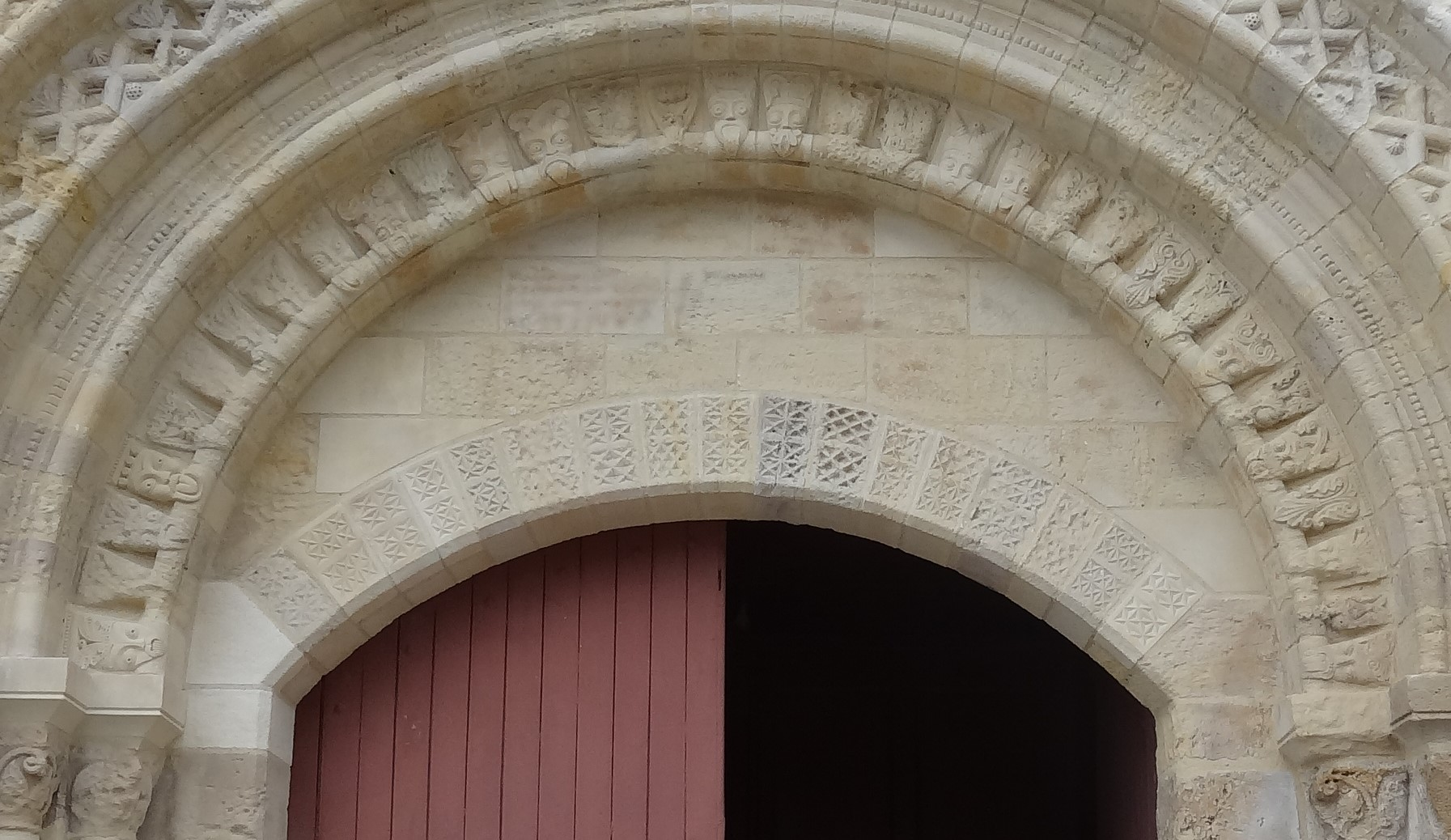
têtes humaines caricaturales à Ouistreham (14)
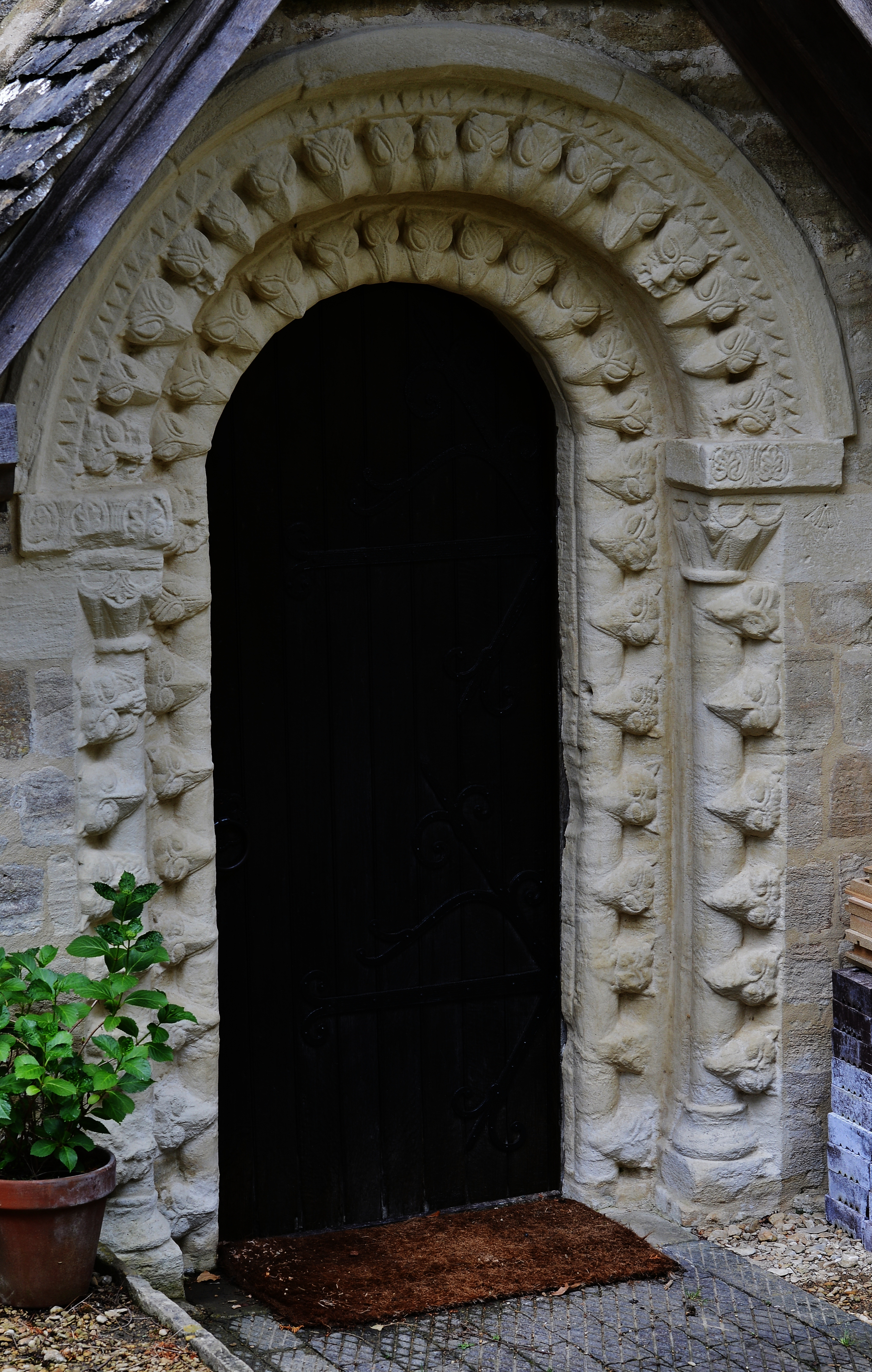
Double rangée de têtes sur l'archivolte et les piedroits à Windrush (Gloucestershire)

Les têtes plates ornent principalement l'archivolte des portes des églises. Mais on peut aussi les voir sur les fenêtres ou sur l'arc triomphal de ces édifices. Elles figurent sur un des rouleaux, parfois deux, de la voussure de la baie. Il arrive beaucoup plus rarement qu'elles décorent aussi les pieds-droits d'un portail comme à la cathédrale de Lincoln ou à l'église de Kedleston. Elles sont également sculptées sur l'arc triomphal  de quelques églises comme celle d'Adel, ou de Leeds . On les repère aussi dans les voussures de fenêtres.

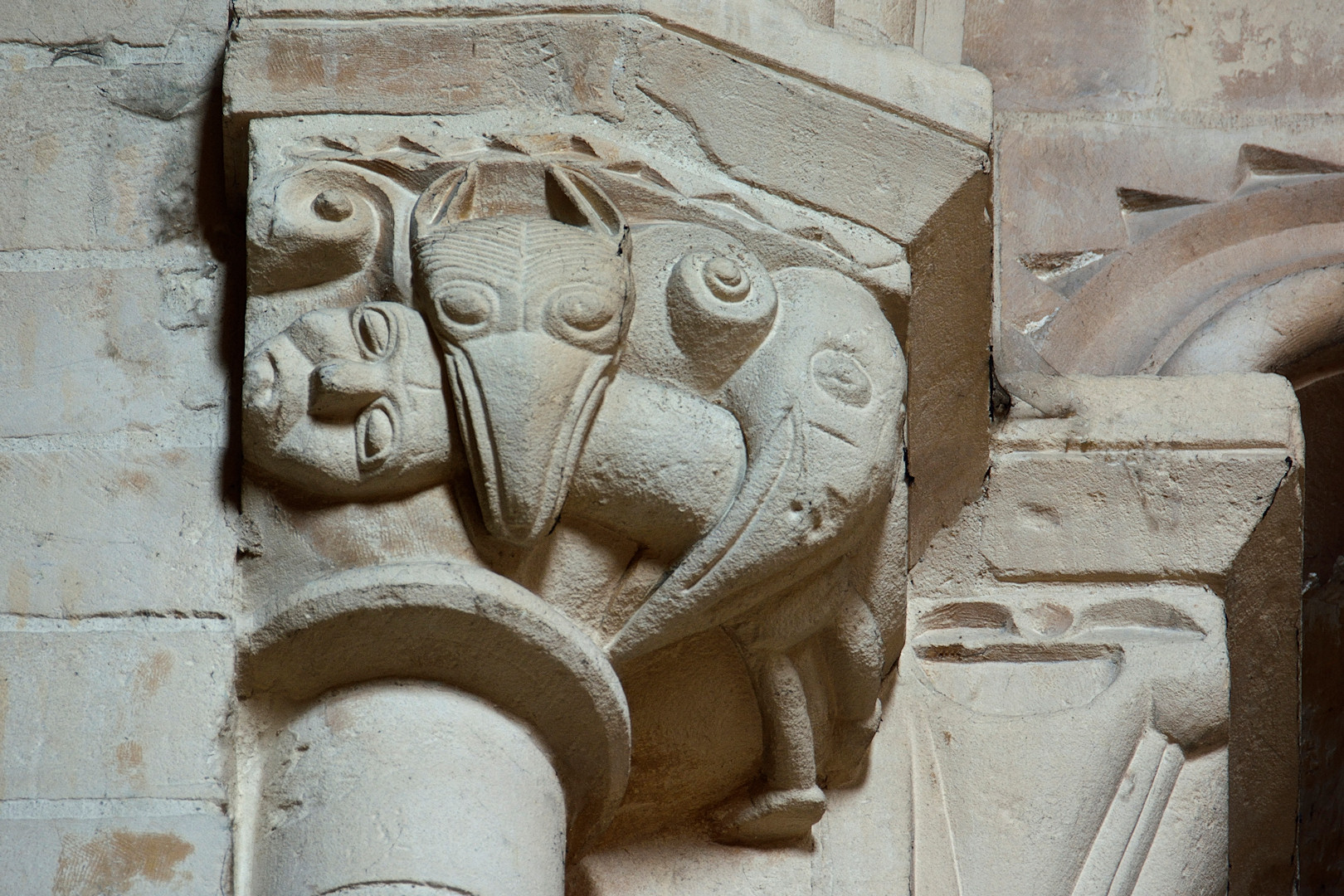
chapiteau à l'église de l'Abbaye aux Dames (Caen)

La forme caractéristique de la version britannique de la tête plate, c'est-à-dire la tête d'oiseau à bec recourbé sur le tore, figure plus rarement sur des chapiteaux. 

## Tête plate ou beakhead
Le mot anglais : "beakhead" qui signifie tête à bec, dénomination inventée par Alfred Clapman, s'applique au motif de tête d'oiseau ou d'animal fantastique affublé d'un bec, très abondant dans les Îles Britanniques et en architecture normande. Il ne convient pas à la représentation de têtes humaines, présente aussi en Angleterre et en Irlande. 
Le terme "tête plate" s'applique à tous les genres de sujets bien que le relief des motifs puisse être très accentué jusqu'à se détacher plus nettement des voussoirs : les chevaux en haut-relief de l'église de Saint-fortunat-sur-Gironde, qui semblent serrer un mors entre leurs machoires, sont cités comme faisant partie du répertoire de ce type d'ornement.
Les auteurs Espagnols préfèrent le terme de "cabeza rostrada" qui évoque une tête à prolongement pointu pour désigner tous les motifs, y compris les têtes d'humains et d'animaux fantastiques, sculptés dans chaque voussoir d'un arc. Les sculptures ainsi nommées peuvent être en bas-relief autant qu'en haut-relief.

## Origine et diffusion
L'origine de ces masques grotesques reste incertaine. Certains pensent qu'ils sont inspirés de l'imaginaire scandinave. D'autres affirment qu'ils existaient dans les enluminures anglo-saxonnes, mérovingiennes ou carolingiennes. D'autres encore  pensent qu'ils ne sont qu'une variation imaginative des bâtons brisés de la décoration géométrique,
Les têtes plates apparaissent d'abord en France, plus précisément en Anjou, terre des Plantagenets. La mode de sculpter un motif dans chaque voussoir de l'archivolte d'une baie parvient en Angleterre où les sculpteurs reproduisent des masques d'oiseaux et de monstres à bec et en Irlande où les motifs sont un peu différents. Par un jeu d'aller-retour ces masques fantastiques inspirent ensuite des sculpteurs normands,.
Ce n'est qu'au début du XIIIe siècle que les têtes plates font leur apparition dans le nord de l'Espagne. Les courants artistiques ont pu être véhiculés par les échanges maritimes puisque c'est la zone côtière du nord du pays qui est concernée ou par les pèlerins des chemins de Saint-Jacques de Compostelle,.

## Localisation

### En France
Les têtes plates ornent une soixantaine d'églises romanes en France. La Normandie en est particulièrement riche,.  On peut en voir dans la nef de la cathédrale Notre-Dame de Bayeux mais aussi dans des monuments moins prestigieux comme l'église Saint Martin de Ryes,  la chapelle du prieuré de Saint-Gabriel ou l'église Saint-Ouen de Rots et bien d'autres. On les trouve aussi en Poitou, en Saintonge, et dans le Val de Loire. En Normandie elles sont associées à des motifs géométriques, particulièrement des bâtons brisés ou des dents de scie. Au sud de la Loire elles sont parfois accompagnées de motifs végétaux, de rinceaux, de palmettes perlées et des motifs récurrents des décors poitevins et saintongeais.

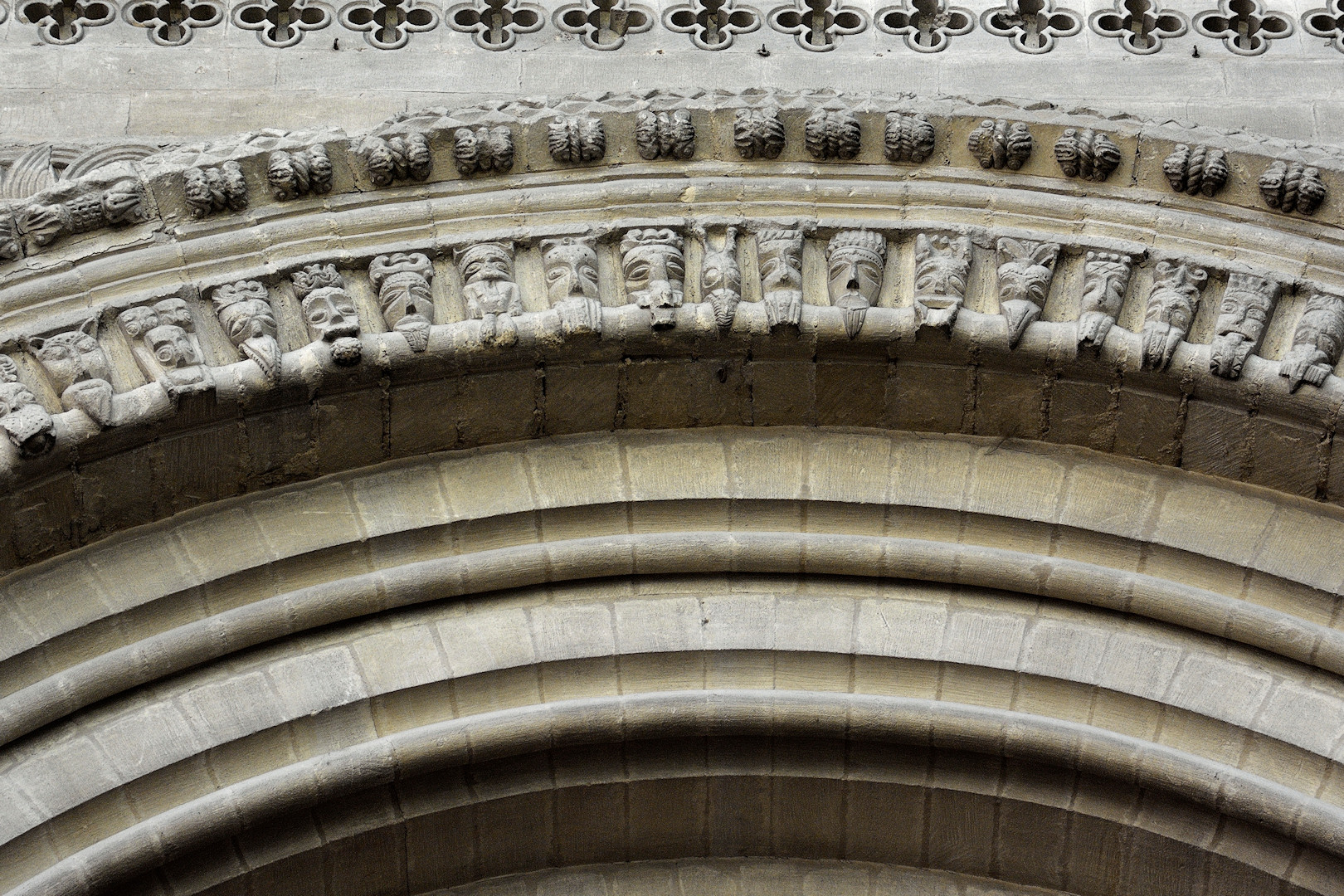
cathédrale de Bayeux.
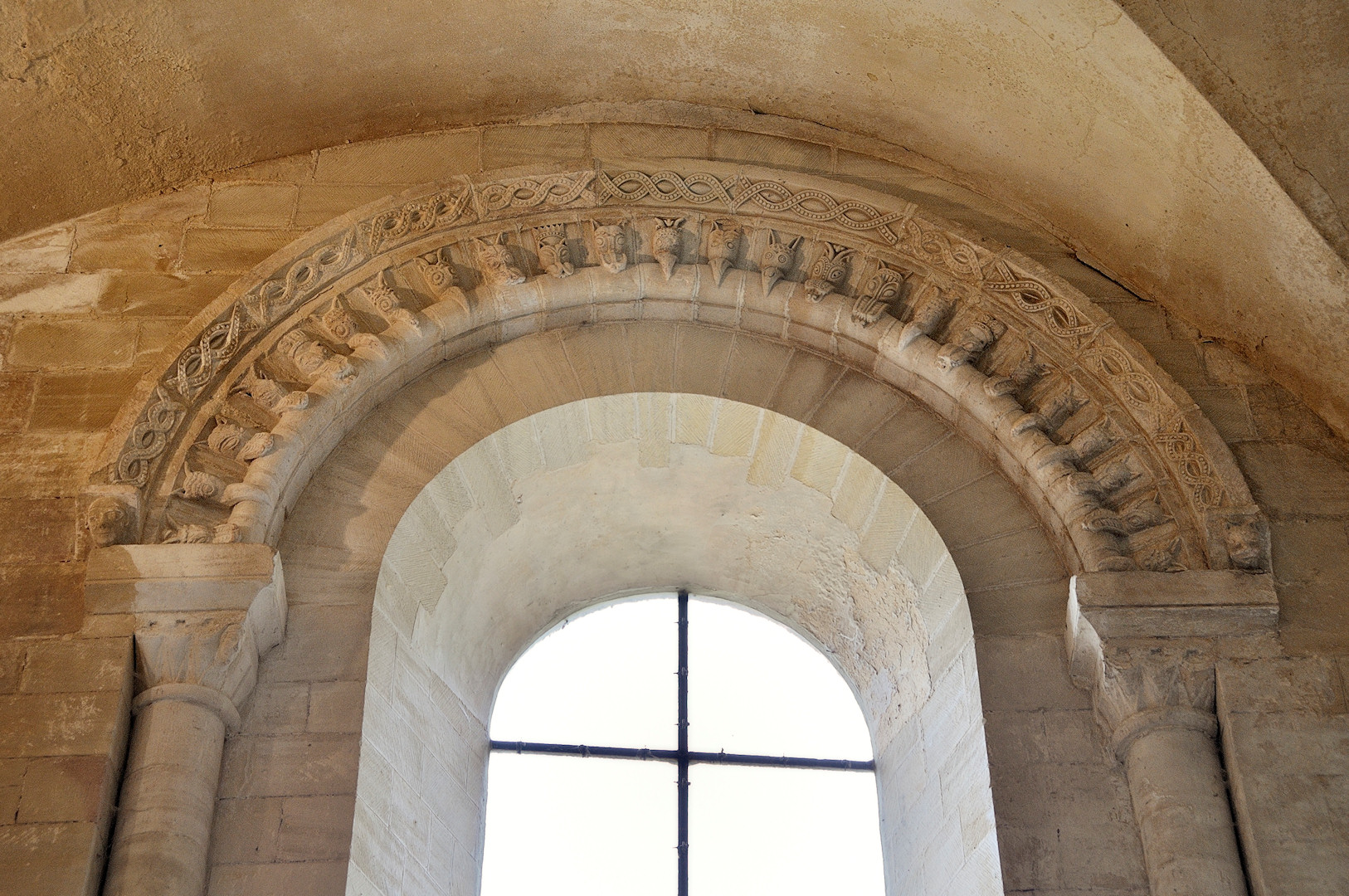
Prieuré Saint-Gabriel.
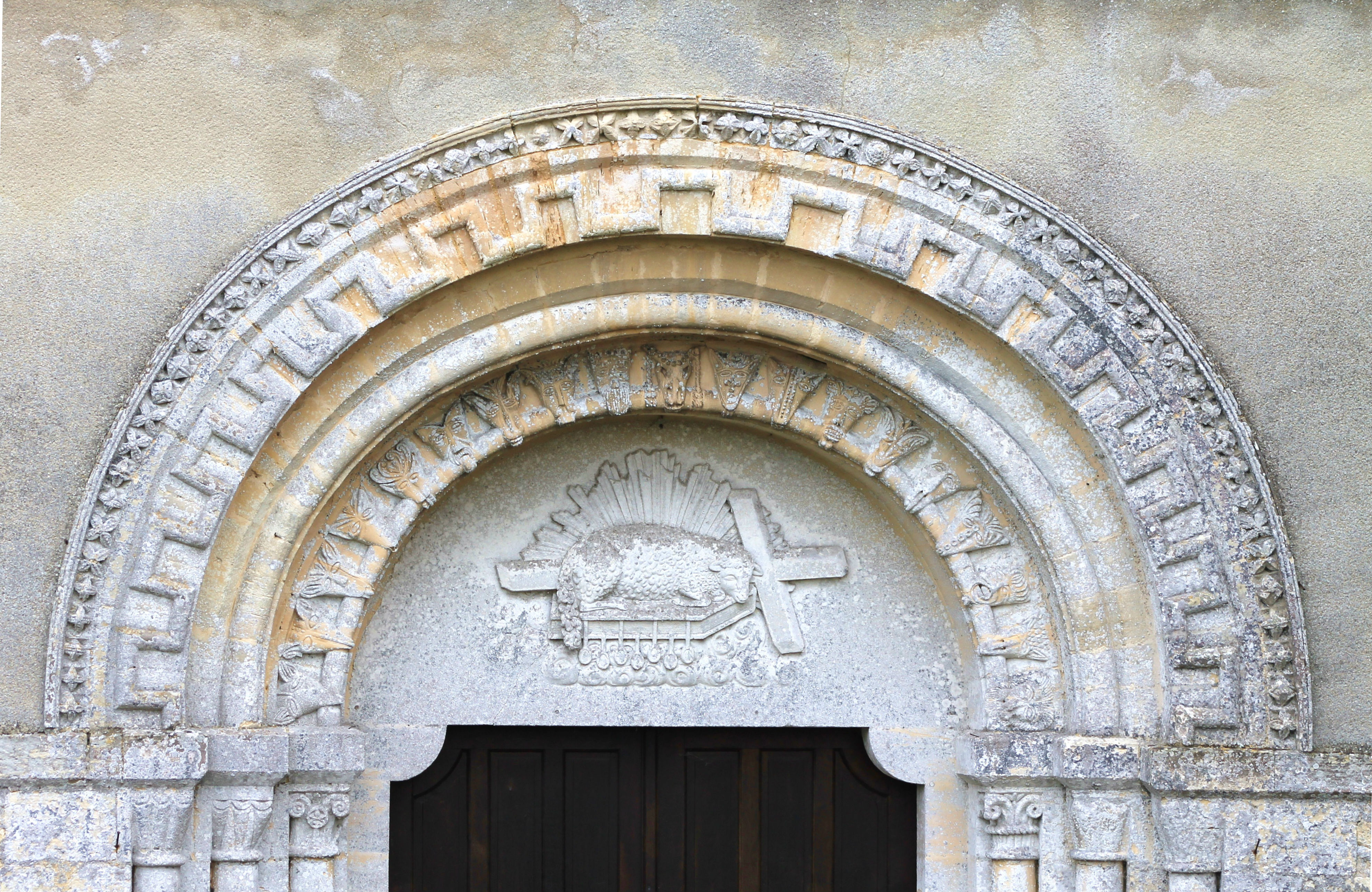
Eglise Saint Martin de Ryes

### Dans les Iles Britanniques
C'est en Angleterre où elles apparaissent vers 1130
qu'elles sont les plus nombreuses. Environ 150 édifices des Îles Britanniques en sont ornés. Elles sont concentrées dans le Yorkshire, l'Oxfordshire, le Berkshire, le Gloucestershire et le Buckinghamshire. On les trouve majoritairement dans les églises de campagne,.
Dans la région d'Oxford les portes de plusieurs églises sont sculptées sur tout leur pourtour sur un mode continu, et parfois sur deux rouleaux, comme à Iffley. Pour la plupart, les têtes représentées ont un bec simplement posé sur le tore  contrairement à d'autres, en plus petit nombre, qui saisissent le tore entre les deux parties du bec.
Les lignes formées par les successions de beakheads triangulaires rappellent celles des chevrons avec lesquels elles voisinent très souvent,.
Les têtes plates se sont répandues également, mais en bien plus petit nombre, dans le reste de l'Angleterre et en Irlande. Quelques exemples existent aussi dans le nord de l'Espagne.

### En Espagne
En Espagne les têtes plates décorent des églises du début du XIIIe siècle. Elles sont concentrées sur la zone côtière du nord. Elles occupent les archivoltes des portes principales ou latérales des églises. C'est en Asturies qu'elles sont les plus nombreuses. Contrairement à leurs homologues françaises, britanniques et Irlandaises, elles ne représentent que des têtes d'oiseaux triangulaires ou aux formes plus arrondies mais affublées d'un bec très fin. Des têtes humaines sont sculptées sur les archivoltes de quelques églises dans d'autres provinces comme à  Zamora en Castille-et-León ,.

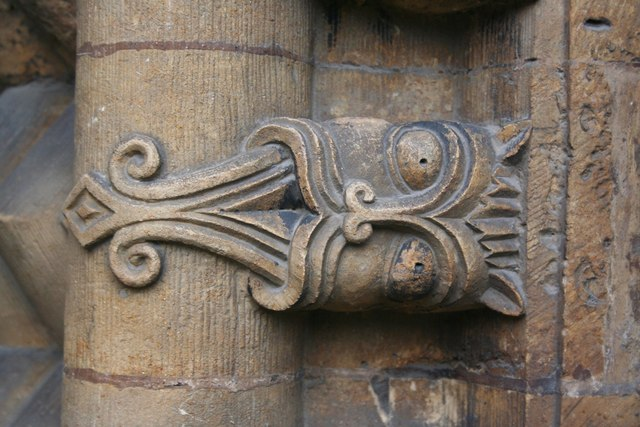
Cathédrale de Lincoln
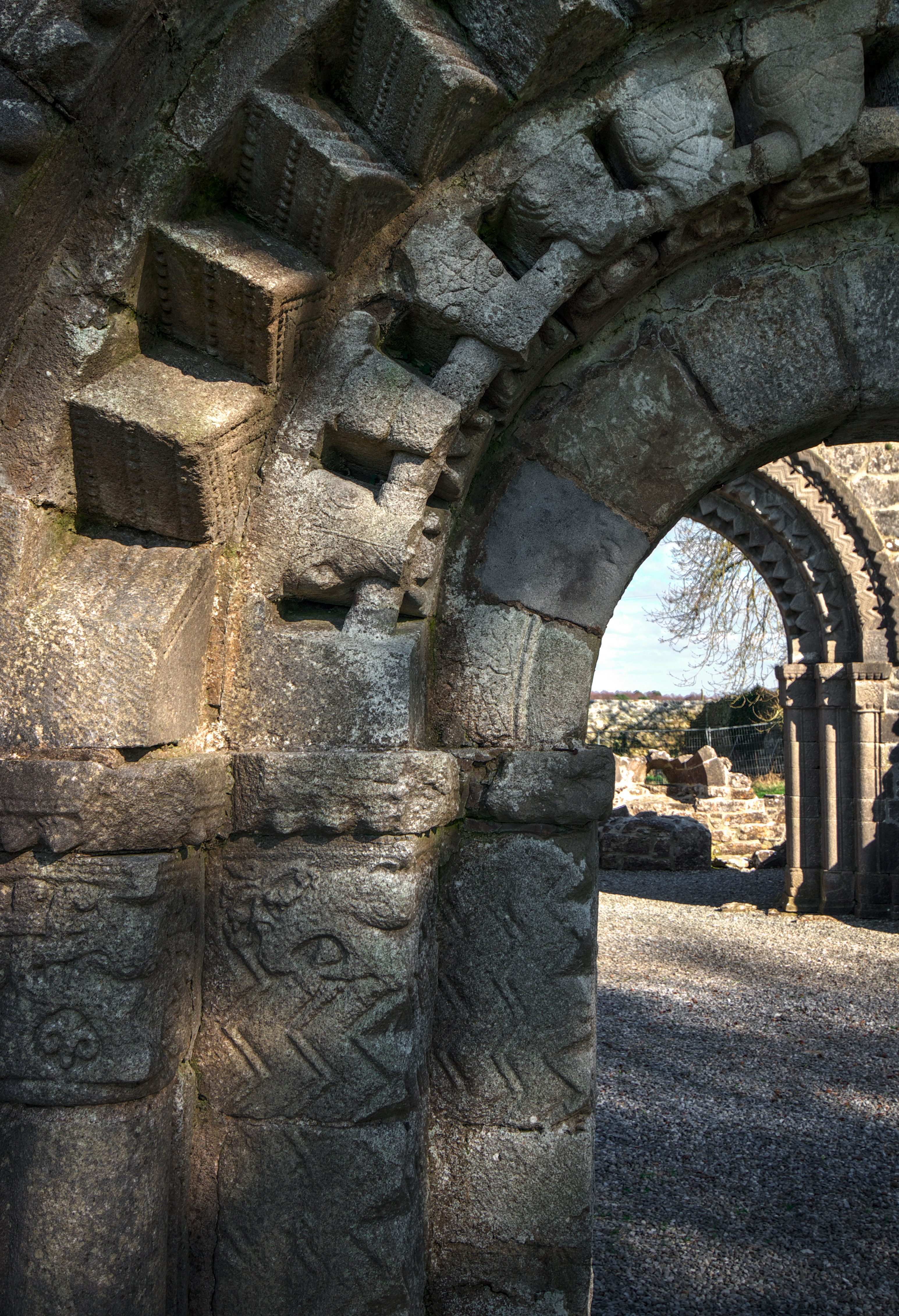
animaux fantastiques qui mordent le tore en Irlande
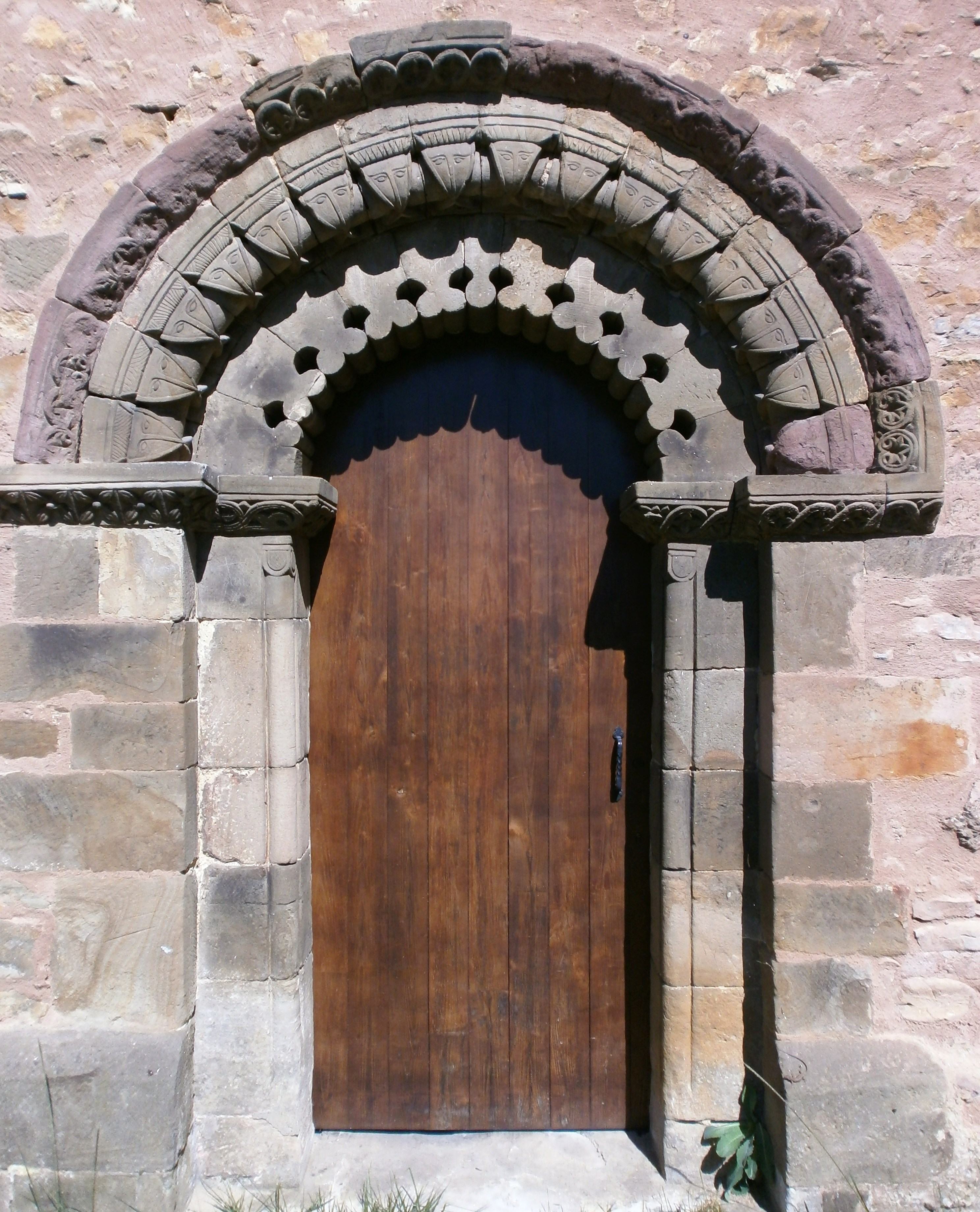
oiseaux très stylisés en Asturies